# Блейхер, Вадим Моисеевич
Вадим Моисеевич Блейхер (17 марта 1930 г., Новоград-Волынский, Украинская ССР — 10 марта 1998 г., Киев, Украина) — советский и украинский психиатр, психолог, доктор медицинских наук, профессор, Заслуженный врач Украины, Почетный член научного общества психиатров Болгарии, лауреат премии имени академика В. П. Протопопова. Основатель школы патопсихологии в Украинской ССР.

## Вклад в науку
Широко известен как организатор патопсихологических лабораторий в психиатрических и психоневрологических больницах Украинской ССР и ряда западных областей РСФСР. Наряду с Б. В. Зейгарник, С. Я. Рубинштейн, Ю. Ф. Поляковым, И. М. Тонконогим, Л. И. Вассерманом и др. видными клиницистами и психологами, В. М. Блейхер создал свой оригинальный подход к клинико-психологическому анализу структуры дефекта и его компенсации в условиях лечебных психоневрологических учреждений. Клинико-психологические исследования, проводимые  В. М. Блейхером в патопсихологической лаборатории при Киевской городской клинической психоневрологической больнице имени академика И. П. Павлова (в настоящее время — Киевская городская клиническая психоневрологическая больница № 1), послужили созданию нового подхода к анализу нарушений психической деятельности при различных психических заболеваниях, к постановке психиатрического и психологического диагноза.
В. М. Блейхер является одним из создателей отделения психологии при философском факультете Киевского государственного университета имени Т. Г. Шевченко (в настоящее время — факультет психологии Киевского национального университета имени Тараса Шевченко).
Выдающийся вклад Вадима Моисеевича в разработку научно-прикладных проблем психиатрии и психологии был оценён Ассоциацией психиатров Украины, которая учредила премию имени профессора В. М. Блейхера, присуждаемую ежегодно украинскому клиническому психологу.
Блейхер, Вадим Моисеевич - доктор медицинских наук, профессор, Заслуженный врач Украины, Почетный член научного общества психиатров Болгарии, лауреат премии имени академика В. П. Протопопова.

## Публикации
- Блейхер В. М. Об ипохондрическом симтомообразовании при шизофрении. Автореф. дисс. … канд. мед. наук. Киев : Киевский медицинский институт имени А. А. Богомольца, 1959. 14 с.
- Блейхер В. М. Расстройства речи в клинике церебрального атеросклероза, старческих психозов и эпилепсии. Автореф. дисс. … докт. мед. наук. Киев: Киевский медицинский институт имени А. А. Богомольца, 1966. 26 с.
- Блейхер В. М. Розлади мови при органiчних захворюваннях головного мозку в похилому вiцi. Київ: Здоровʼя, 1970.
- Блейхер В. М. Экспериментально-психологическое исследование психически больных. Ташкент: Медицина, 1971. 174 с.
- Бармак Н. М., Блейхер В. М., Васильев Г. А. Справочник врача скорой и неотложной помощи / Под ред. Д. Б. Зильбермана. Киев: Вища школа, 1972. 519 с.
- Блейхер В. М. Клиника приобретенного слабоумия. Киев: Здоровья, 1976. 152 с.
- Блейхер В. М. Парапсихология: Наука или суеверие? Ташкент: Медицина, 1972. 129 с.
- Блейхер В. М. Клиническая патопсихология. Ташкент: Медицина, 1976. 325 с.
- Блейхер В. М., Бурлачук Л. Ф. Психологическая диагностика интеллекта и личности. Киев: Вища школа, 1978. 142 с.
- Блейхер В. М., Завилянская Л. И., Завилянский И. Я. О проявлених бессознательного в психиатрической симптоматике и необходимость учёта этого фактора в психотерапии // Бессознательное: природа, функции, методы исследования / Монография в 4-х т. Тбилиси: Мецниереба, 1978. Т. 2. С. 403—411.
- Завилянский И. Я., Блейхер В. М. Психиатрический диагноз. Киев: Вища школа, 1979. 199 с.
- Леонгард К. Акцентуированные личности / Пер. с нем. В. М. Лещинской; Под ред. и с предисл. В. М. Блейхера. Киев: Вища школа, 1981. 390 с.
- Блейхер В. М., Худик В. А. Нарушения мышления как показатель психической деградации больных алкоголизмом // Врачебное дело. 1982. № 1. С. 90-92.
- Блейхер В. М. Расстройства мышления. Киев: Здоровья, 1983. 192 с.
- Использование патопсихологических методов исследования в практике врачебно-трудовой экспертизы психических заболеваний: метод. рекомендации / М-во здравоохранения УССР; [Сост. Г. Л. Воронков, В. М. Блейхер]. Киев: Б. и., 1984. 20 с.
- Блейхер В. М. Эпонимические термины в психиатрии, психотерапии и медицинской психологии. Киев: Вища школа, 1984. 448 с.
- Драчева З. Н., Блейхер В. М., Крук И. В. Нервные и психические болезни: Учеб. для мед. училищ. Киев: Вища школа, 1986. 342 с.
- Бажин Е. Ф., Биликевич А., Блейхер В. М. и др. Ранняя диагностика психических заболеваний / Под общ. ред. В. М. Блейхера. Киев: Здоровья, 1989. 284 с.
- Завилянский И. Я., Блейхер В. М., Завилянская Л. И., Крук И. В. Психиатрический диагноз. 2-е изд., перераб. и доп. Киев: Вища школа, 1989. 309 с.
- Блейхер В. М., Крук И. В. Толковый словарь психиатрических терминов / Под ред. С. Н. Бокова. Воронеж: НПО «МОДЭК», 1995. 638 с.
- Блейхер В. М., Крук И. В., Боков С. Н. Практическая патопсихология: руководство для врачей и медицинских психологов. Ростов-на-Дону: Феникс, 1996. 445 с.